# Токарево (Крым)
То́карево (до 1948 года нас. пункт с-за Джамчи́; укр. Токарєве, крымскотат. Camçı, Джамчы) — село в Кировском районе Республики Крым, центр Токаревского сельского поселения (согласно административно-территориальному делению Украины — Токаревского сельсовета Автономной Республики Крым).

## Население
| 2001 | 2014 |
| ---- | ---- |
| 1148 | ↘831 |

Всеукраинская перепись 2001 года показала следующее распределение по носителям языка
| Язык             | Процент |
| ---------------- | ------- |
| русский          | 73.78   |
| украинский       | 10.54   |
| крымскотатарский | 7.4     |
| другие           | 0.96    |

### Динамика численности
| - 1805 год — 33 чел. - 1864 год — 12 чел. - 1889 год — 51 чел. - 1892 год — 0 чел. - 1902 год — 29 чел. - 1915 год — 0 чел. | - 1926 год — 325 чел. - 1974 год — 1150 чел. - 1989 год — 1238 чел. - 2001 год — 1148 чел. - 2009 год — 1098 чел. - 2014 год — 831 чел. |

## Современное состояние
На 2017 год в Токарево числится 9 улиц; на 2009 год, по данным сельсовета, село занимало площадь 66,3 гектара на которой, в 465 дворах, проживало 1098 человек. В селе действуют сельский Дом культуры, постройки 1973 года, фельдшерско-акушерский пункт, отделение почты России, храм иконы Божией Матери «Отрада и Утешение» Кировско-Белогорского благочиния Симферопольской и Крымско епархии. Токарево связано автобусным сообщением с Феодосией, райцентром и соседними населёнными пунктами.

## География
Токарево — село на северо-западе района, в степном Крыму, в маловодной безымянной балке, впадающей в Сиваш, высота центра села над уровнем моря — 19 м. Ближайшие населённые пункты: Шубино в 4,5 км на восток и Софиевка в 1,5 км на запад. Райцентр Кировское — примерно в 12 километрах (по шоссе), там же ближайшая железнодорожная станция — Кировская (на линии Джанкой — Феодосия). Транспортное сообщение осуществляется по региональным автодорогам 35Н-209 Кировское — Токарево и 35Н-203 Софиевка — Токарево (по украинской классификации — С-0-10520 и С-0-10520).

## История
Первое документальное упоминание села встречается в Камеральном Описании Крыма… 1784 года, судя по которому, в последний период Крымского ханства Джаминджи входил в Старо-Крымский кадылык Кефинского каймаканства. После присоединения Крыма к России (8) 19 апреля 1783 года, (8) 19 февраля 1784 года, именным указом Екатерины II сенату, на территории бывшего Крымского Ханства была образована Таврическая область и деревня была приписана к Левкопольскому, а после ликвидации в 1787 году Левкопольского — к Феодосийскому уезду Таврической области. После Павловских реформ, с 1796 по 1802 годы, входила в Акмечетский уезд Новороссийской губернии. По новому административному делению, после создания 8 (20) октября 1802 года Таврической губернии, Япунджа был включён в состав Парпачской волости Феодосийского уезда.
По Ведомости о числе селений, названиях оных, в них дворов… состоящих в Феодосийском уезде от 14 октября 1805 года, в деревне Японджа числилось 10 дворов и 33 жителя. На военно-топографической карте генерал-майора Мухина 1817 года деревня Ямичи обозначена также с 10 дворами. После реформы волостного деления 1829 года Япомуже, согласно «Ведомости о казённых волостях Таврической губернии 1829 года», отнесли к Агерманской волости (переименованной из Парпачской). На карте 1836 года в деревне Джамичи (Япунджа) 27 дворов, как и на карте 1842 года.
В 1860-х годах, после земской реформы Александра II, деревню приписали к Арма-Элинской волости. Согласно «Памятной книжке Таврической губернии» (1867), деревня Япунджа была покинута жителями в 1860—1864 годах, в результате эмиграции крымских татар, особенно массовой после Крымской войны 1853—1856 годов, в Турцию и заселена немцами-колонистами. Согласно «Списку населённых мест Таврической губернии…», составленному по результатам VIII ревизии 1864 года, Япунджа (он же Джамичи) — владельческий хутор немецких колонистов с 6 дворами и 12 жителями при колодцах. По обследованиям профессора А. Н. Козловского начала 1860-х годов, в селении «все без исключения колодцы с весьма солёною водою, годною лишь для животных. Людьми же в пищу не употребляется». На трёхверстовой карте Шуберта 1865—1876 года в деревне Джамичи (Япунжда) обозначено 8 дворов.
По «Памятной книге Таврической губернии 1889 года», по результатам Х ревизии 1887 года, в деревне Джамджи, уже Владиславской волости, числилось 6 дворов и 51 житель. По «…Памятной книжке Таврической губернии на 1892 год», в деревне Япунджа, как входившей в Унгутское сельское общество, так и в обществе не состоящей, жителей и домохозяйств не числилось. На верстовой карте Крыма 1896 года в селении обозначено 4 двора с русским населением. По «…Памятной книжке Таврической губернии на 1902 год», в деревне Япунджа, находившейся в частном владении, числилось 29 жителей, домохозяйств не имеющих. По Статистическому справочнику Таврической губернии. Ч.II-я. Статистический очерк, выпуск пятый Феодосийский уезд, 1915 год, в экономии Джамчи (Кузьменко С. М.) Владиславской волости Феодосийского уезда числилось 3 двора (1 двор с землёй, 2 — безземельные) без населения. При хуторе числилось 748 десятин удобной земли, в хозяйстве имелось 64 лошади, 90 волов, 15 коров и 540 голов овец, свиней, или коз.
После установления в Крыму Советской власти, по постановлению Крымревкома от 8 января 1921 года была упразднена волостная система и село вошло в состав вновь созданного Владиславовского района Феодосийского уезда, а в 1922 году уезды получили название округов. 11 октября 1923 года, согласно постановлению ВЦИК, в административное деление Крымской АССР были внесены изменения, в результате которых округа ликвидировались и Владиславовский район стал самостоятельной административной единицей. Декретом ВЦИК от 4 сентября 1924 года «Об упразднении некоторых районов Автономной Крымской С. С. Р.» в октябре 1924 года район был преобразован в Феодосийский и село включили в его состав. Согласно Списку населённых пунктов Крымской АССР по Всесоюзной переписи 17 декабря 1926 года, в хуторе Джамчи, Шубино-Байгоджинского сельсовета Феодосийского района, числилось 7 дворов, все крестьянские, население составляло 23 человека, из них 21 русский, 1 украинец, 1 немец. Постановлением ВЦИК «О реорганизации сети районов Крымской АССР» от 30 октября 1930 года из Феодосийского района был выделен (воссоздан) Старо-Крымский район (по другим сведениям, 15 сентября 1931 года) и село включили в его состав, а с образованием в 1935 году Кировского — в состав нового района. На 1935 год в селе действовал животноводческий колхоз.

Во время Великой Отечественной войны на фронтах воевали 311 жителей Джамчи, из которых 219 награждены орденами и медалями, 97 человек погибли в боях. В их честь в 1970 году в центре села был установлен памятный знак. В 1942 году в воздушном бою над селом бал повреждён советский истребитель и летчик вынужден был произвести посадку. Лётчик на земле вступил в бой с врагами, убив шестерых и последним патроном застрелил себя. Свидетели этого, жители села, похоронили лётчика, фамилия которого пока не установлена. На могиле был установлен памятник — бетонная пирамидка со звездой и табличкой, впоследствии заменённый на современный. Постановлением Совета министров Республики Крым № 627 от 20 декабря 2016 года оба памятника отнесены к категории объектов культурно-исторического наследия России.

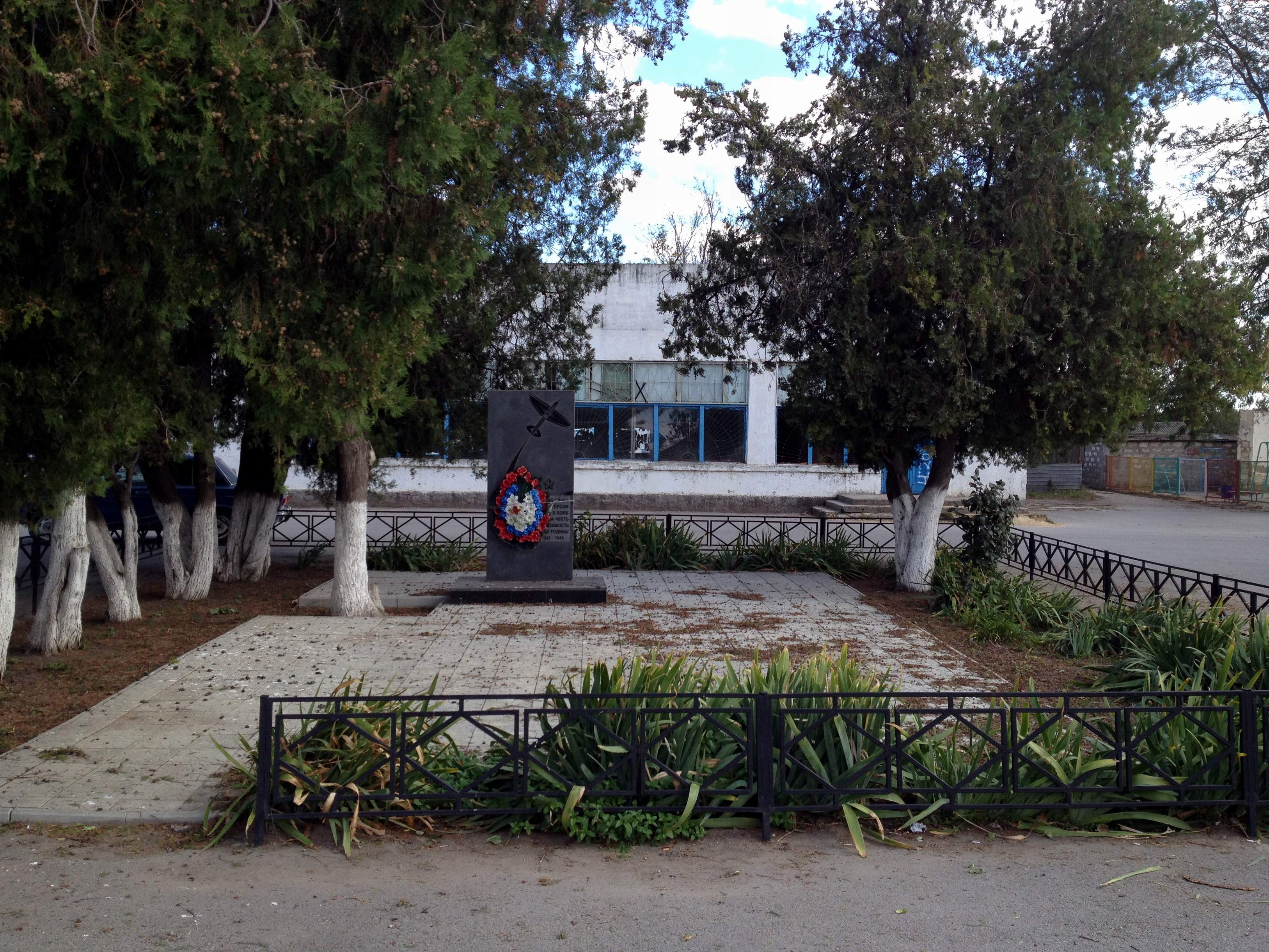
Могила неизвестного лётчика.
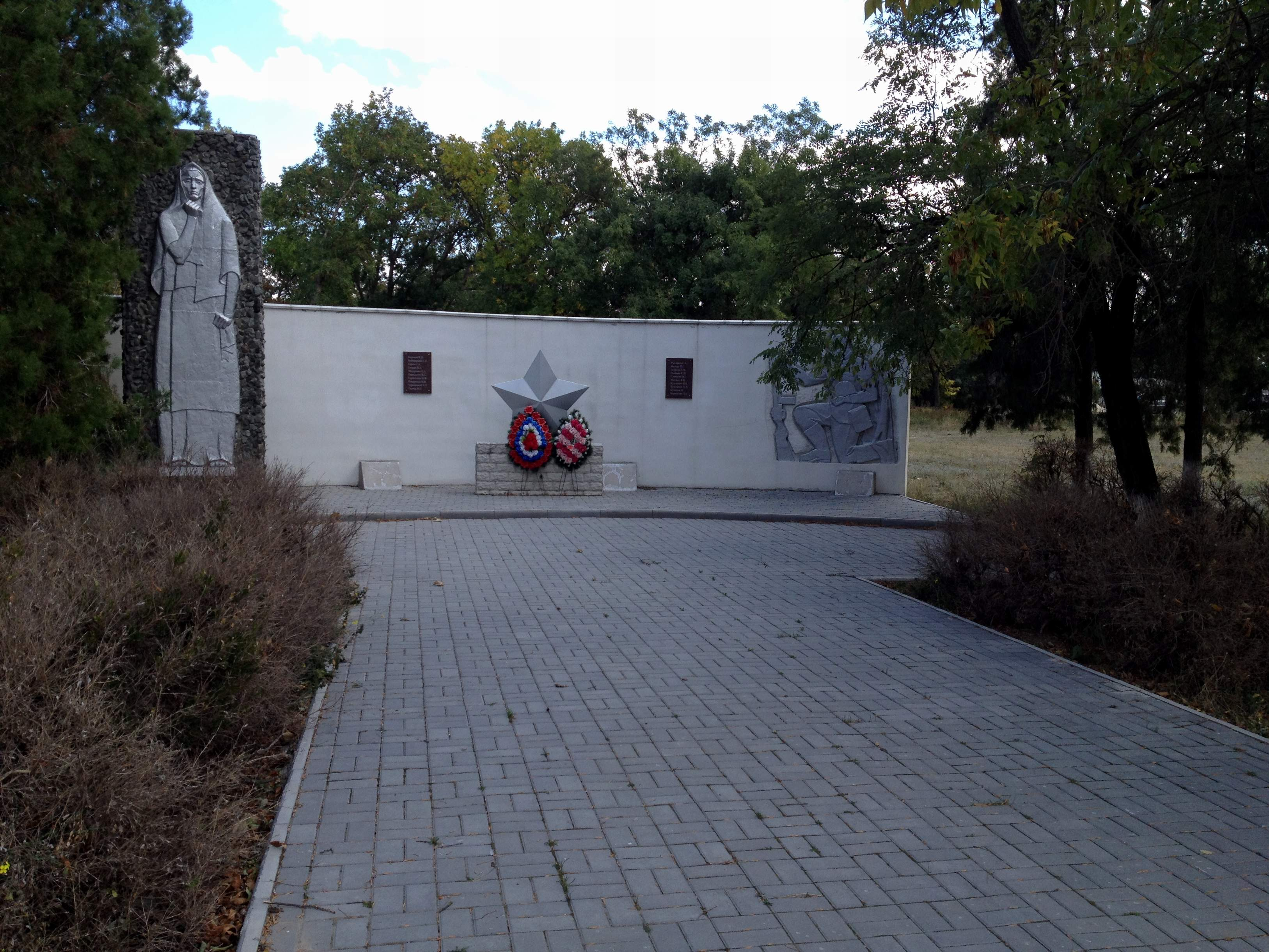
Памятный знак  в честь воинов-односельчан

После освобождения Крыма от фашистов в апреле 1944 года, 12 августа того же года было принято постановление № ГОКО-6372с «О переселении колхозников в районы Крыма» и в сентябре того же года в район приехали первые переселенцы, 428 семей, из Тамбовской области, а в начале 1950-х годов последовала вторая волна переселенцев. С 1954 года местами наиболее массового набора населения стали различные области Украины. С 25 июня 1946 года Джамчи в составе Крымской области РСФСР. Указом Президиума Верховного Совета РСФСР от 18 мая 1948 года, населенный пункт совхоза Джамчи (вариант совхоз «Джамчи») переименовали в Токарево. 26 апреля 1954 года Крымская область была передана из состава РСФСР в состав УССР. До 1960 года, поскольку в «Справочнике административно-территориального деления Крымской области на 15 июня 1960 года» селение уже не значилось, к селу присоединили Степное (согласно справочнику «Крымская область. Административно-территориальное деление на 1 января 1968 года» — в период с 1954 по 1968 годы). Время создания сельсовета пока не установлено: на 15 июня 1960 года он уже существовал. Указом Президиума Верховного Совета УССР «Об укрупнении сельских районов Крымской области», от 30 декабря 1962 года Кировский район был упразднён и село присоединили к Нижнегорскому. 1 января 1965 года, указом Президиума ВС УССР «О внесении изменений в административное районирование УССР — по Крымской области», вновь включили в состав Кировского. На 1974 год в Токарево числилось 1150 жителей. По данным переписи 1989 года в селе проживало 1238 человек. С 12 февраля 1991 года село в восстановленной Крымской АССР, 26 февраля 1992 года переименованной в Автономную Республику Крым. С 21 марта 2014 года — в составе непризнанной большинством государств Республики Крым России.